# Purificare etnică

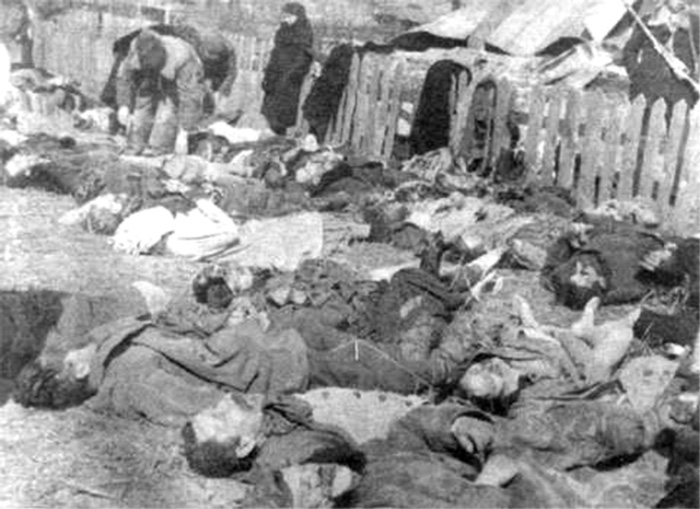
Victime ale masacrelor poloneze din Volânia

Purificarea etnică (sau epurarea etnică) este o expresie care se referă la diferite practici sau politici de expulzare forțată, sau chiar de lichidare fizică, a unei minorități etnico-culturale, dintr-un anumit teritoriu sau dintr-o țară, cu scopul de a crea o societate "pură", de a omogeniza structura etnică a populației.
Cele mai vechi informații despre ceea ce numim azi epurare etnică apar în Cartea Exodului, din Biblie. Din punct de vedere juridic, purificarea etnică nu se regăsește în tratatele și convențiile internaționale. Deși purificarea etnică, prin deportări în masă a unor minorități etnice, nu are caracter genocidal, în intenție, deseori ea se poate transforma în genocid ca urmare a efectelor și de aceea, dintr-o perspectivă juridică, s-ar putea argumenta și în sensul aplicării conceptului de genocid.

## Cazuri
- Genocidul armean și genocidul grecilor din Imperiul Otoman în timpul Primului Război Mondial au fost făcute cu scopul de a elimina prezența populațiilor creștine și neturce din Imperiu

- În timpul celui de al Doilea Război Mondial, al Treilea Reich a întreprins atât Holocaustul (cu scopul eliminării prezenței evreilor din Europa), cât și epurarea etnică a populațiilor slave⁠(d) din teritoriile ocupate din Polonia. În aceeași perioadă, în România lui Antonescu, romii au fost adunați și deportați în est alături de evreii din unele regiuni. După război, etnicii germani au fost obligați să părăsească teritoriile cedate de Germania.

- În epoca contemporană, epurarea etnică s-a aplicat în cazul izgonirii din Bosnia-Herțegovina a peste 2 milioane de musulmani, de către sârbi, între 1992-1995.[1]

- Termenul a fost utilizat și pentru a descrie uciderea populațiilor hutu și tutsi din Rwanda și Burundi, în 1994.[1]

- În regiunea Darfur, sub coducerea dictatorului Omar al-Bashir, forțele loiale lui au ucis peste 500.000 de civili, exterminând practic populatia nemusulmană, și mai multe milioane au fost alungați din regiunea Darfur.[3]

- În 17 februarie 2008, Kosovo și-a declarat independența, la nouă ani după ce bombardamentele NATO au îndepărtat forțele sârbe și au pus capăt epurării etnice a albanezilor într-un război dus de conducerea de la Belgrad împotriva insurgenților din provincie, care a durat doi ani.[4]

- În Republica Sovietică Socialistă Moldovenească, URSS a aplicat și metode purificare etnică ce pot fi considerate “pașnice”. Astfel, sub Nikita Sergheevici Hrușciov tineretul moldovean a fost mobilizat, și deplasat, pentru acțiunea de desțelenire a pământurilor din Asia Centrală, iar pe vremea lui Leonid Brejnev, românilor din Moldova li se ofereau avantaje materiale semnificative dacă acceptau să lucreze în nordul extrem sau în Extremul Orient, în locul lor fiind aduși, prin migrare inversă, specialiști ruși, chiar dacă unii nu aveau același nivel de calificare.[5]